# 外交邊緣
《外交邊緣》（英語：The State Within，又名《燃眉追擊》或《國家內部》）是一套由英國廣播公司與英國廣播公司美國台於2006年共同製作的電視劇。全劇總共有六集，是一套以國際政局為題材的劇集。

## 劇情概要
劇集以前英國駐烏兹別克斯坦大使Craig Murray的故事為藍本。故事講述英國駐美國大使及中亞一個虛構的前蘇聯共和國泰吉斯坦（影射塔吉克）的政局，以及有關國家如何透過在美國的軍火商來購置軍火，而另一方又如何透過這些交易來製造該國意圖發展核武的假象。

## 演員列表
- 傑森·艾塞克 飾 Sir Mark Brydon，英國駐美大使
- 莎朗·格拉斯（英语：Sharon Gless） 飾 Lynne Warner，美國國防部長
- 班·丹尼爾斯 飾 Nicholas Brocklehurst，英國對外事務顧問（British Counsellor External Affairs）
- 阿歷·真寧斯（英语：Alex Jennings） 飾 James Sinclair，前英國駐泰吉斯坦大使

## 播放詳情
本劇於2006年11月2日逢星期四開始，在BBC1播放；在2007年1月22日推出DVD；在2007年2月分成三集在美國播放；在2009年3月25日凌晨12時開始逢星期三在無線電視明珠台播放，接替剛完結的《變身怪醫》，然後於4月29日完結。

## 獎項提名
本劇獲提名金球獎的最佳短篇劇集或動畫電視。

## 外部連結
- The State Within （页面存档备份，存于） from the BBC website
- 互联网电影数据库（IMDb）上《外交邊緣》的资料（英文）